# 科瓦利夫卡 (伊凡諾-法蘭科夫斯克州)
48°26′10″N 25°0′38″E / 48.43611°N 25.01056°E
科瓦利夫卡（羅馬化：Kovalivka）是烏克蘭的村落，位於該國西部伊萬諾-弗蘭科夫斯克州，由科洛梅亞區負責管轄，處於柳奇卡河畔，始建於1940年，面積3.78平方公里，2001年人口1,155。